# TF2 (funivia di Istanbul)
La linea TF2, ufficialmente linea di funivia TF2 (Eyüp - Piyerloti ) (in turco TF2 Eyüp - Piyerloti teleferik hattı) detta anche Gondola di Eyüp,  è una linea di trasporto aereo di tipo gondola a due stazioni situata nel distretto di Eyüp a Istanbul, in Turchia. Inaugurata il 30 novembre 2005, la linea, lunga 384 metri, serve la collina di Piyerloti partendo da Eyüp lungo la costa del Corno d'Oro. È gestita con il numero di linea TF2 da Metro İstanbul, una controllata del Comune Metropolitano di Istanbul. La tariffa si paga con la smart card contactless Istanbulkart, valida per tutti i trasporti pubblici di Istanbul.  Insieme alla TF1, è una delle due funivie in servizio a Istanbul.

## Tecnica
La linea è stata costruita dall'azienda italiana Leitner Ropeways del Gruppo Leitner. Si tratta di un sistema di trasporto aereo a due stazioni con un unico pilone di supporto al centro della linea. Il sistema di gondola a movimento pulsato (gondola monocavo a presa fissa pulsata) fa funzionare due serie di due cabine a presa fissa in tandem, che vengono trasportate e trainate da un'unica fune. Le due cabine rallentano quando si avvicinano al terminal e si fermano all'arrivo alla piattaforma. Dopo lo scarico e il ricarico simultaneo, le cabine tornano indietro. La velocità media della linea è di 4 m/s. Ci sono due serie di due vettori unidirezionali del tipo GFR8, ciascuno in grado di ospitare otto passeggeri.
La stazione di base si trova a Eyüp, sulla costa del Corno d'Oro, su un'area di 625 m2. La stazione di Eyüp offre un parcheggio per i visitatori. La stazione di ritorno, situata sulla Collina di Pierre Loti di fronte al Pierre Loti Café, ha una superficie di 250 m2.

### Sicurezza
Il sistema di sicurezza della gondola si attiva automaticamente in caso di emergenza e arresta la corsa. Tali casi pericolosi sono il vento forte, il deragliamento della fune, l'arresto della cabina in una posizione errata della stazione e la velocità superiore al limite. Il guasto viene visualizzato sul computer di controllo. In caso di blackout, un generatore di riserva assicura il viaggio delle cabine verso la stazione di destinazione a una velocità ridotta di 1 m/s. Vari dati tecnici relativi allo stato della linea, come la distanza delle cabine dalle stazioni, la velocità della cabina, la corrente e la coppia del motore CC, le posizioni degli interruttori di sicurezza, la lista di controllo dei guasti, i guasti attivi e la velocità del vento del motore sono disponibili agli operatori delle stazioni tramite computer. I sedili della cabina sono ripiegabili per far posto alle sedie a rotelle.